# Allerton (Illinois)
Allerton – wieś w Stanach Zjednoczonych, w stanie Illinois, w hrabstwie Vermilion.